# Chris Glover
Pour les articles homonymes, voir Glover.
Chris Glover (né le 4 septembre 1961) est un homme politique provincial canadien de l'Ontario. Il est député provincial néo-démocrate de la circonscription ontarienne de Spadina—Fort York depuis 2018.

## Biographie
Né à Oshawa en Ontario, Glover est professeur auxiliaires en sciences sociales à l'université York. Il siège durant deux mandats au Conseil scolaire du district de Toronto pour Etobicoke-Centre de 2010 à 2018.
Élu en 2018, il est nommé critique de l'Opposition officielle en matière de Collèges et Université en août 2018. Il est réélu en 2022, 